# Tirà guarda-rius
El tirà guarda-rius (Ochthornis littoralis) és un ocell de la família dels tirànids (Tyrannidae) i única espècie del gènere Ochthornis.

## Hàbitat i distribució
Vores dels rius per l'est dels Andes al sud de Veneçuela, Guyana, Guaiana Francesa i nord del Brasil. Des del sud-est de Colòmbia, cap al sud, a través de l'est de l'Equador i est del Perú fins al nord de Bolívia i Brasil amazònic.